# Ashika Sakura
極楽院・櫻子
Œuvres principales
- Sekirei
- Juvenile Orion
- Sensitive Pornograph

Ashika Sakura (さくら あしか) est une mangaka japonaise, connue également sous son pseudonyme de Sakurako Gokurakuin (櫻子 極楽院), sous lequel elle est l'artiste et l'écrivain de Juvenile Orion et de Sekirei. Elle a également réalisé de nombreuses manga dans les genres yaoi et shotacon, y compris Sensitive Pornograph (Pornographe sensible).

## Biographie
Ashika Sakura (さくら あしか), plus connue sous le pseudonyme de Sakurako Gokurakuin (極楽院櫻子), est née au Japon, le 19 novembre. Elle a principalement travaillé dans le yaoi, et a notamment participé aux one-shots Escaflowne : Energist's Memories sur la série éponyme. Sekirei est actuellement son deuxième succès commercial, après Juvénile Orion. Elle est actuellement publiée dans le bimensuel Young Gangan.

## Œuvres

### Manga en cours de publication
- Freaks (pré-publié dans le Comic Birz, publié par Gentosha) : août 2002 - En cours
- Sekirei (pré-publié dans le Young Gangan, publié par Square Enix) : 3 décembre 2004 - En cours
- Returners - Kikansha (pré-publié dans le Young Jump, publié par la Shūeisha) : janvier 2010 - En cours[1]

### Manga terminés
- Anatadake Ga Suki (Pour moi, il y a Toi et rien que Toi)
- Kusuriyubi ni Himitsu no Koi (Amour secret sur l'annulaire)
- Adult na Kaihatsushitsu (Exploration de l'âge adulte)
- Anoko to Boku to Anohito to (Mon Amour, Moi et l'Autre)
- Bucchouzura ni Koi wo Shite (L'amour naît d'un regard maussade)
- Himitsu no Kemonotachi (Les Bêtes secrêtes)
- Nemueru Kimi no Barairo no Kuchibiru (Tes lèvres colorées de rose peuvent dormir)
- Tenshi no Hâtorizumu (Le Rythme cardiaque des anges)
- Sensitive Pornograph (Pornographe sensible)
- Worlds End Garden
- Koiiro Kougyoku
- Pretty Standard
- Biroudo no Tensoku (Les Bandages de pied de velours)
- Adult na Kaihatsushitsu (Exploration de l'âge adulte)
- Night Walkers
- Tokyo Renaikitan
- Sekai no Owari ga Furu Yoru ni
- Boku no Suki na Sensei (Le professeur que j'aime)

### Artbook
- Sekirei -Engagement-, Artbook (publié par Square Enix en 2007)